# أرسون
أرسون هي قرية في مقاطعة خلخال، إيران. عدد سكان هذه القرية هو 123 في سنة 2006.